# ژاک دو باشر
ژاک دو باشر (انگلیسی: Jacques de Bascher; ۸ ژوئیهٔ ۱۹۵۱ – ۳ سپتامبر ۱۹۸۹) بازیگر اهل فرانسه بود.